# ピエール・ピュジョル
ピエール・ピュジョル（Pierre Pujol, 1984年7月13日 - ）は、フランスの男子バレーボール選手。ボルドー出身。ポジションはセッター。元フランス代表。

## 来歴
地元ボルドーのジュニアチーム、JSAボルドーからCNVBを経て、2003年、フランスリーグ・プロAのスタッド・ポワトヴァンへ入団。同年フランス代表に選出され、2004年アテネオリンピック後に代表から退いたロワク・ドゥケルグレに代わり、20歳でナショナルチームの正セッターとなった。
2006年ワールドリーグではフランス初の決勝進出を果たし、チームの準優勝に貢献、同年世界選手権に出場した。
2007年、イタリア・セリエAのシスレー・トレヴィーゾと4年契約で移籍。2008年から2シーズン、ASカンヌへレンタル移籍し、2010年にトレヴィーゾへ復帰した。

## 球歴
- 世界選手権 - 2006年（6位）
- ワールドリーグ - 2006年（準優勝）、2007年（6位）、2005年、2008年（10位）
- 欧州選手権 - 2007年（9位）

## 所属クラブ
- スタッド・ポワトヴァンVB （2003-2007年）
- シスレー・トレヴィーゾ （2007-2008年）
- ASカンヌ・バレーボール （2008-2010年）
- シスレー・トレヴィーゾ （2010-2011年）
- Effector Kielce（2011-2012年）
- ASカンヌ・バレーボール （2012-2017年）
- ベルリン・リサイクリング・バレーズ（2017-2018年）
- GFC Ajaccio VB（2018-2019年）
- ベルリン・リサイクリング・バレーズ（2019-2021年）
- Gas Sales Bluenergy Piacenza（2021-2022年）
- BBTS Bielsko-Biała（2022-2023年）
- ディナモ・ブカレスト（2023年）